# جمال مصطفى السلطان
جمال مصطفى عبد الله السلطان (1 تشرين الأول 1964 - ) ضابط عراقي رتبته مقدم، عُيّن في جهاز حماية الرئيس العراقي الأسبق صدام حسين ثم صار السكرتير الثاني للرئيس ثم نائبه المسؤول عن شؤون العشائر في الحكومة العراقية وهو وزوج حلا صدام حسين. وُلد قرب تكريت، وكلاهما من عشيرة البيكات من ألبو ناصر.
أدرجته الولايات المتحدة في التسلسل الثاني والعشرين في قائمة العراقيين المطلوبين لدى الولايات المتحدة. واعتقل في 21 من نيسان/أبريل من عام 2003. كان أخوه كمال مصطفى عبد الله سلطان التكريتي مدرجا أيضا.
في عام 2017، أقر مجلس النواب العراقي قانونا ينص على مصادرة الأموال المنقولة وغير المنقولة لكل من صدام حسين وزوجاته وأولاده وأحفاده وأقربائه حتى الدرجة الثانية ووكلائهم ومصادرة أموال قائمة من 52 من أركان النظام السابق، كان من بينهم جمال مصطفى.
أطلق سراحه في 17 حزيران 2021 من سجن الحوت في مدينة الناصرية.
ذهب بعد الخروج من السجن من بغداد إلى أربيل والتقى هنالك برئيس إقليم كردستان حينئذٍ مسعود البرزاني ثم توجّه إلى الدوحة بقطر حيث أقام هناك مع زوجته حلا وأمّ زوجته ساجدة خير الله طلفاح.